# 佳能 EOS-1D X Mark III
佳能 EOS-1D X Mark III，是佳能公司推出的2千万像素全画幅数码单反相机，于2020年1月6日发布。该机型是2016年2月1日推出的佳能 EOS-1D X Mark II的后继机型。
2021年12月30日，佳能CEO御手洗富士夫表示，佳能 EOS-1D X Mark III 是其最后一款旗舰数码单反相机，公司将全面转向无反相机。

## 功能
超越佳能 EOS-1D X Mark II的新功能：
- 拍摄影片时，可以使用5.5k (5472 × 2886)解像度以60 帧每秒 (59.94 帧每秒)[4] 帧率拍摄。
- 拍摄静态照片时，在使用自动对焦的情况下，连续拍摄的速度最高可达16帧每秒；在实时取景拍摄的情况下，连续拍摄的速度最高可达20帧每秒。[4]
- 191个自动对焦点[4]
- 两个 CFexpress 存储卡插槽 (EOS-1D X Mark II 有一个 Compact Flash 存储卡插槽和一个 CFast slot 存储卡插槽)[4]
- 感光度范围高达 ISO 102400 (扩展至 H3 可达 ISO 819200)[4]
- 支持以高效率图像文件格式 (HEIF) 遵循 Rec. 2100 色彩空间 (PQ 传递函数, Rec. 2020 原色, 10 位色深, 4:2:2 YCbCr 色度抽样) 拍摄 HDR PQ 静态照片[4][5][6]